# آیروکلند کلاس کولبرت
آیروکلند کلاس کولبرت (به انگلیسی: Colbert-class ironclad) یک کلاس از کشتی است که طول آن ۱۰۱٫۱–۱۰۲٫۱ متر (۳۳۱ فوت ۸ اینچ–۳۳۵ فوت ۰ اینچ) می‌باشد.